# 勒希納里鄉
45°42′N 24°04′E / 45.700°N 24.067°E
勒希納里鄉（羅馬尼亞語：Rășinari，施泰特多夫，赖西纳尔）是羅馬尼亞的鄉份，位於該國中部，由錫比烏縣負責管轄，面積128平方公里，海拔高度574米，2007年人口5,648，人口密度每平方公里44人。